# Från Fjärdingen och Svartbäcken
Från Fjärdingen och Svartbäcken är en novellsamling av August Strindberg från 1877, där han skriver om studentlivet vid Uppsala universitet. Fjärdingen och Svartbäcken är två stadsdelar i Uppsala.

## Bakgrund
Efter att ha översatt några utländska böcker för Albert Bonniers förlag blev denna bok Strindbergs första bok utgiven av Bonniers. Verket kom 1881 att inlemmas i samlingsvolymen I vårbrytningen.
I den första upplagan var undertiteln "Studier vid Upsala akademi", som i den andra upplagan (i I vårbrytningen) ändrades till 
"Studier vid akademien".
Huvudpersonerna i novellerna har drag av studentkamrater och andra som Strindberg träffade under studietiden i Uppsala. 
Kritiken av studentromantiken blir alltmer markant i de senare novellerna, från och med "Skalden och poeten".

## Novellerna
1. Inackorderingarna
2. Ensittaren
3. Sorken
4. Mellan drabbningarna
5. En Snobb
6. Ett folknöje
7. En lovande yngling
8. Skalden och poeten
9. Offret
10. Lättsinnet
11. Primus och Ultimus
12. Det gamla och det nya